# San Francisco Ocotal, Ocotepec
San Francisco Ocotal är en ort i Mexiko.   Den ligger i kommunen Ocotepec och delstaten Chiapas, i den sydöstra delen av landet, 700 km öster om huvudstaden Mexico City. San Francisco Ocotal ligger 1 498 meter över havet och antalet invånare är 601.
Terrängen runt San Francisco Ocotal är kuperad söderut, men norrut är den bergig. Runt San Francisco Ocotal är det ganska glesbefolkat, med 47 invånare per kvadratkilometer. Närmaste större samhälle är Ocotepec, 1,9 km nordväst om San Francisco Ocotal. I omgivningarna runt San Francisco Ocotal växer i huvudsak städsegrön lövskog.